# Dos estius
Dos estius (títol original en neerlandès, Twee Zomers) és una sèrie de televisió flamenca de sis episodis dirigida per Tom Lenaerts i Brecht Vanhoenacker. La sèrie va ser escrita per Tom Lenaerts juntament amb Paul Baeten Gronda per a la productora Panenka. La sèrie es va emetre per primera vegada el 6 de febrer de 2022 a Eén i va captar 1,3 milions d'espectadors. Després del primer episodi, la sèrie es va emetre sencera a VRT MAX. S'ha doblat al català per a TV3, que va començar a emetre-la el 28 de juliol de 2025.
La història té lloc en dos períodes de temps, amb el mateix grup d'amics que es retroben l'estiu de 1992 i de nou l'estiu de 2022. Cada personatge és interpretat per dos actors, un dels quals és una versió més jove de l'altre.

## Sinopsi
Dos estius explica la història d'un grup d'amics que, trenta anys després d'una llegendària festa a la piscina, es retroben en una illa privada al sud de França. Amb xampany, piscina i cap senyal exterior, tot sembla a punt a un cap de setmana inoblidable.
No obstant això, just abans del cap de setmana, apareix un vídeo que podria resultar devastador per als implicats. Immediatament, tothom és sospitós i es perd la confiança en el grup. Ningú pot abandonar l'illa fins que la veritat finalment surti a la llum.

## Repartiment
| Intèrpret (2022)     | Personatge        | Intèrpret (1992)  |
| -------------------- | ----------------- | ----------------- |
| An Miller            | Romée Tanesy      | Marieke Anthoni   |
| Tom Vermeir          | Peter Van Gael    | Lukas Bulteel     |
| Herwig Ilegems       | Didier Verpoorten | Bjarne Devolder   |
| Inge Paulussen       | Sofie Geboers     | Louise Bergez     |
| Kevin Janssens       | Luk Van Gael      | Tijmen Govaerts   |
| Ruth Becquart        | Saskia Van Dessel | Tine Roggeman     |
| Koen De Bouw         | Stef Van Gompel   | Vincent Van Sande |
| Sanne-Samina Hanssen | Lia Donkers       | N/D               |
| N/D                  | Mark              | Felix Meyer       |
| Jennifer Heylen      | Salima Mitonga    | N/D               |
| Verona Verbakel      | Nora              | N/D               |
| Simon Verbruggen     | Jens              | N/D               |
| Gerd De Ley          | Frans             | N/D               |
| Tatjana Wallays      | Piloot            | N/D               |

## Llista d'episodis
| Núm. | Títol       | Direcció                           | Data d'emissió original | Data d'emissió a TV3 |
| ---- | ----------- | ---------------------------------- | ----------------------- | -------------------- |
| 1    | «Episodi 1» | Tom Lenaerts i Brecht Vanhoenacker | 6 de febrer de 2022     | 28 de juliol de 2025 |
| 2    | «Episodi 2» | Tom Lenaerts i Brecht Vanhoenacker | 13 de febrer de 2022    | 28 de juliol de 2025 |
| 3    | «Episodi 3» | Tom Lenaerts i Brecht Vanhoenacker | 20 de febrer de 2022    | 4 d'agost de 2025    |
| 4    | «Episodi 4» | Tom Lenaerts i Brecht Vanhoenacker | 27 de febrer de 2022    | 4 d'agost de 2025    |
| 5    | «Episodi 5» | Tom Lenaerts i Brecht Vanhoenacker | 6 de març de 2022       | 11 d'agost de 2025   |
| 6    | «Episodi 6» | Tom Lenaerts i Brecht Vanhoenacker | 13 de març de 2022      | 11 d'agost de 2025   |

## Crítica
El guionista Tom Lenaerts va anunciar per endavant que Dos estius té rellevància social pel que fa a la manera com tracten el comportament transgressor. Això va causar controvèrsia al voltant del tema i va iniciar un debat entre els articulistes de premsa.